# Puchar Ukrainy w piłce nożnej (2010/2011)
Puchar Ukrainy 2010/2011 (oficjalna nazwa: DataGroup Puchar Ukrainy w piłce nożnej, ukr. Datagroup-Кубок України з футболу) – XX rozgrywki ukraińskiej PFL, mające na celu wyłonienie zdobywcy krajowego Pucharu, który zakwalifikuje się tym samym do Ligi Europy UEFA sezonu 2011/12. Sezon trwał od 27 lipca 2010 do 25 maja 2011.
W sezonie 2010/2011 rozgrywki te składały się z:
- I rundy wstępnej,
- II rundy wstępnej,
- meczów 1/16 finału, w której dołączyły zespoły Premier-lihi sezonu 2010/2011,
- meczów 1/8 finału,
- meczów 1/4 finału,
- meczów 1/2 finału,
- meczu finałowego.

## Drużyny
Do rozgrywek Pucharu przystąpiło 53 kluby Premier, Pierwszej i Drugiej Lihi oraz Zdobywca
Pucharu Ukrainy 2009 roku spośród drużyn amatorskich.
| Kluby Premier Lihi: | Kluby Pierwszej Lihi: | Kluby Drugiej Lihi: | Zdobywca Pucharu Ukrainy spośród drużyn amatorskich: |
| - Arsenał Kijów - Dnipro Dniepropetrowsk - Dynamo Kijów - Illicziweć Mariupol - Karpaty Lwów - Krywbas Krzywy Róg - Metalist Charków - Metałurh Donieck - Metałurh Zaporoże - Obołoń Kijów - PFK Sewastopol - Szachtar Donieck - Tawrija Symferopol - Wołyń Łuck - Worskła Połtawa - Zoria Ługańsk | - Arsenał Biała Cerkiew - Bukowyna Czerniowce - Czornomoreć Odessa - Dnister Owidiopol - Enerhetyk Bursztyn - FK Lwów - Feniks-Illiczoweć Kalinine - Helios Charków - Krymtepłycia Mołodiżne - Naftowyk-Ukrnafta Ochtyrka - Nywa Winnica - FK Ołeksandrija - Prykarpattia Iwano-Frankiwsk - Stal Ałczewsk - Tytan Armiańsk - Zakarpattia Użhorod - Zirka Kirowohrad | - Bastion Iljiczewsk - Desna Czernihów - Dynamo Chmielnicki - Enerhija Nowa Kachowka - FK Połtawa - PFK Sumy - Hirnyk Krzywy Róg - Hirnyk-Sport Komsomolsk - Jednist' Płysky - Kremiń Krzemieńczuk - MFK Mikołajów - Nywa Tarnopol - Olimpik Donieck - Ołkom Melitopol - Roś Biała Cerkiew - Skała Morszyn - Stal Dnieprodzierżyńsk - Szachtar Swerdłowśk - Weres Równe | - Karpaty Jaremcze                                   |

## Terminarz rozgrywek

### I runda wstępna (1/64)
Mecze rozegrano 28 lipca 2010 z wyjątkiem meczu Skała Morszyn – FK Sumy, który odbył się 27 lipca 2010.
| Skała Morszyn     | 3:2 | FK Sumy                 |                                                  |
| Roś Biała Cerkiew | –:+ | Hirnyk-Sport Komsomolsk | mecz nie odbył się przez problemy finansowe Rosi |
| Karpaty Jaremcze  | 3:0 | Weres Równe             |                                                  |
| Desna Czernihów   | 1:2 | Enerhija Nowa Kachowka  |                                                  |
| Hirnyk Krzywy Róg | 1:1 | Ołkom Melitopol         | dod., k.6:7                                      |

### II runda wstępna (1/32)
Mecze rozegrano 18 sierpnia 2010.
| Feniks-Illiczoweć Kalinine   | 4:3 | Zirka Kirowohrad       |      |
| Dnister Owidiopol            | 0:4 | FK Ołeksandrija        |      |
| Prykarpattia Iwano-Frankiwsk | 1:0 | Enerhetyk Bursztyn     |      |
| Dynamo Chmielnicki           | 0:1 | Czornomoreć Odessa     |      |
| Helios Charków               | 0:1 | Krymtepłycia Mołodiżne |      |
| Naftowyk-Ukrnafta Ochtyrka   | 1:0 | FK Lwów                |      |
| Ołkom Melitopol              | 1:2 | Stal Ałczewsk          |      |
| Bastion Iljiczewsk           | 0:1 | FK Połtawa             |      |
| Zakarpattia Użhorod          | 2:3 | Tytan Armiańsk         |      |
| Olimpik Donieck              | 1:3 | Arsenał Biała Cerkiew  |      |
| Stal Dnieprodzierżyńsk       | 1:0 | Skała Morszyn          |      |
| Kremiń Krzemieńczuk          | 3:0 | Nywa Tarnopol          |      |
| Enerhija Nowa Kachowka       | 0:1 | Jednist' Płysky        |      |
| Hirnyk-Sport Komsomolsk      | 2:1 | Bukowyna Czerniowce    | dod. |
| Karpaty Jaremcze             | 1:0 | MFK Mikołajów          |      |
| Szachtar Swierdłowsk         | 3:2 | Nywa Winnica           |      |

### 1/16 finału
Mecze rozegrano 22 września 2010 z wyjątkiem meczu Karpaty Jaremcze – FK Sumy, który odbył się 21 września 2010.
| Karpaty Jaremcze             | 4:5 | Wołyń Łuck                 |             |
| Krymtepłycia Mołodiżne       | 0:1 | Dynamo Kijów               |             |
| Czornomoreć Odessa           | 1:2 | Worskła Połtawa            | dod.        |
| Jednist' Płysky              | 0:1 | Naftowyk-Ukrnafta Ochtyrka |             |
| Kremiń Krzemieńczuk          | 1:0 | Szachtar Swerdłowśk        |             |
| Hirnyk-Sport Komsomolsk      | 0:5 | Karpaty Lwów               |             |
| FK Połtawa                   | 2:1 | Obołoń Kijów               | dod.        |
| Tytan Armiańsk               | 0:3 | PFK Sewastopol             |             |
| Metalist Charków             | 1:2 | Arsenał Kijów              |             |
| Stal Ałczewsk                | 3:1 | Arsenał Biała Cerkiew      |             |
| Prykarpattia Iwano-Frankiwsk | 0:1 | Zoria Ługańsk              |             |
| FK Ołeksandrija              | 0:0 | Metałurh Donieck           | dod., k.5:3 |
| Dnipro Dniepropetrowsk       | 4:1 | Tawrija Symferopol         |             |
| Stal Dnieprodzierżyńsk       | 1:1 | Feniks-Illiczoweć Kalinine | dod., k.5:6 |
| Metałurh Zaporoże            | 1:0 | Illicziweć Mariupol        |             |
| Szachtar Donieck             | 6:0 | Krywbas Krzywy Róg         |             |

### 1/8 finału
Mecze rozegrano 27 października 2010.
| FK Połtawa                 | 0:2 | Szachtar Donieck       |  |
| Karpaty Lwów               | 3:0 | Worskła Połtawa        |  |
| Feniks-Illiczoweć Kalinine | 1:2 | Metałurh Zaporoże      |  |
| FK Ołeksandrija            | 1:2 | Arsenał Kijów          |  |
| PFK Sewastopol             | 1:2 | Dynamo Kijów           |  |
| Naftowyk-Ukrnafta Ochtyrka | 0:1 | Zoria Ługańsk          |  |
| Stal Ałczewsk              | 1:0 | Wołyń Łuck             |  |
| Kremiń Krzemieńczuk        | 0:3 | Dnipro Dniepropetrowsk |  |

### 1/4 finału
Mecze rozegrano 10 listopada 2010.
| Stal Ałczewsk    | 2:3 | Dynamo Kijów           |             |
| Karpaty Lwów     | 0:2 | Arsenał Kijów          |             |
| Zoria Ługańsk    | 1:1 | Dnipro Dniepropetrowsk | dod., k.4:5 |
| Szachtar Donieck | 1:0 | Metałurh Zaporoże      |             |

### 1/2 finału
W tej rundzie spotkali się zwycięzcy z poprzedniej fazy rozgrywek, która odbyła się ponad 7 miesięcy wcześniej. Samo losowanie odbyło się 25 listopada 2010.
| 11 maja 2011 19:00 | Szachtar Donieck · Willian 15' · Teixeira 25' | 2:1Raport | Dnipro · Hübschman 63' (sam.) | Donbass Arena, Donieck Widzów: 34 357 Sędzia: Ołeksandr Derdo |
|                    |                                               |           |                               |                                                               |

| 11 maja 2011 19:00 | Dynamo Kijów · Jarmołenko 10' · Szewczenko 51' | 2:0Raport | Arsenał Kijów | Stadion Dynamo w Kijowie, Kijów Widzów: 10 000 Sędzia: Serhij Bojko |
|                    |                                                |           |               |                                                                     |

### Finał
| 25 maja 2011 20:15 | Dynamo Kijów | 0:2Raport | Szachtar Donieck · Eduardo 64' · Adriano 87' | Stadion Juwiłejny, Sumy Widzów: 27 800 Sędzia: Wiktor Szwecow (Odessa) |
|                    |              |           |                                              |                                                                        |

| Zdobywca Pucharu Ukrainy 2010/11 |
| -------------------------------- |
| Szachtar Donieck 7 tytuł         |
| ...                              |